# San Gregorio Magno alla Magliana Nuova (titre cardinalice)
Le titre cardinalice de San Gregorio Magno alla Magliana Nuova (Saint Grégoire le Grand à Magliana Nuova) est institué à l'occasion du consistoire du 21 février 2001 par le pape Jean-Paul II. Le titre est rattaché à l'église romaine homonyme situé dans le quartier Portuense au Sud de Rome.

## Titulaires
- Geraldo Majella Agnelo (2001-2023)
- Jaime Spengler (depuis 2024)

### Sources
- (it) Cet article est partiellement ou en totalité issu de l’article de Wikipédia en italien intitulé « San Gregorio Magno alla Magliana Nuova (titolo cardinalizio) » (voir la liste des auteurs).